# Гавань (Иркутская область)
Га́вань — посёлок в Тайшетском районе Иркутской области России. Входит в состав Тимирязевского муниципального образования.

## География
Посёлок находится на расстоянии примерно 39 км к северо-западу от города Тайшет, административного центра района.

## Население
| 2002 | 2010 | 2011 | 2012 |
| ---- | ---- | ---- | ---- |
| 22   | ↘0   | →0   | →0   |